# Пику (Горж)
Пику (рум. Picu) насеље је у Румунији у округу Горж у општини Јонешти. Oпштина се налази на надморској висини од 110 m.

## Становништво
Према подацима из 2002. године у насељу је живело 413 становника, од којих су сви румунске националности.